# Znachor (1982)
Znachor is een Poolse dramafilm uit 1982. De film is ook bekend onder de alternatieve titel The Quack.

## Verhaallijn
Wanneer de getalenteerde chirurg Rafał Wilczur verlaten wordt door zijn vrouw en dochter raakt hij aan de drank. Tijdens een overval krijgt Wilczur enkele rake klappen en lijdt daardoor aan geheugenverlies. Wilczur dwaalt vervolgens jaren van het ene dorp naar het andere, en neemt alle baantjes aan die hij kan krijgen. Wanneer hij tijdens zijn werk voor een molenaar diens zoon, die herstellende is van een ongeluk, ontmoet besluit hij dat hij de jongen wil helpen om weer te kunnen lopen. De lokale bevolking gelooft vervolgens dat Wilczur bovennatuurlijke krachten bezit.

## Rolverdeling
| Acteur              | Personage             |
| ------------------- | --------------------- |
| Jerzy Bińczycki     | Rafał Wilczur         |
| Anna Dymna          | Maria Jolanta Wilczur |
| Tomasz Stockinger   | Leszek Czyński        |
| Bernard Ładysz      | Prokop                |
| Piotr Fronczewski   | Dobraniecki           |
| Piotr Grabowski     | Zenek                 |
| Artur Barciś        | Wasylko               |
| Andrzej Kopiczyński | Pawlicki              |